# Шантаракшита
Шантаракшита е прочут будистки учен (санскрит пандит или тибетски кемпо) от 8 век, основател на школата Йогачара – Сватантрика - Мадхямака, обединяваща традициите Мадхямака на Нагарджуна, Йогачара на Асанга и логично-епистемиологичната система на Дхармакирти. Освен това той способства за пренасянето на будистките учения и монашеската традиция Сарвастивада в Тибет, въведена в основания от него манастир Самие. Поради своя активен принос към Дхарма в Тибет го наричат и „Бодхисатва-Учител“ (тиб. Кенпо Бодхисато).

## История
Има малко исторически сведения на Шантаракшита и те са свързани най-вече с различни жития на будистки учители. Част от историята му е обогатена на детайли през 19 век от Джамгон Джу Мипам Ринпоче, извлечени от такива източници като „Сините анали“, Бутон и Таранатха. Шантаракшита е син на краля на Захор. 
Шантаракшита се озовава в Тибет по покана на крал Трисонг Децен малко преди 767 г. Той управлява строежа на манастира Самие и през 787 г. ръкополага в него първите монаси. След завършването му Шантаракшита остава в манастира още 13 години и според тибетските източници това е достатъчно за да се смята, че той остава там до края на живота си и не се завръща в Индия. Според други обаче поради враждебността на представителите на старата религия Бон и намесата на местни духове за известно време той напуска Тибет. Тогава той съветва краля да покани славния будистки учител Падмасамбхава, който имал свръхестествени способности да вдъхновява хората в Тибет и да подчинява местните енергии и полу-божества. . Оставеното от двамата духовно наследство по-късно става известно като Нингма или „старата школата“ на фона на по-късните „нови преводи“, наречени Сарма.
Изложените от Шантаракшита философски възгледи са основните в Тибет до 15 век, когато надделява интерпретацията на Дзонкапа за Прасангика Мадхямака.